# Villeneuve-du-Latou
Villeneuve-du-Latou is een gemeente in het Franse departement Ariège (regio Occitanie) en telt 108 inwoners (2005). De plaats maakt deel uit van het arrondissement Pamiers.

## Geografie
De oppervlakte van Villeneuve-du-Latou bedraagt 6,4 km², de bevolkingsdichtheid is 16,9 inwoners per km².
De onderstaande kaart toont de ligging van Villeneuve-du-Latou met de belangrijkste infrastructuur en aangrenzende gemeenten.

## Demografie
Onderstaande figuur toont het verloop van het inwonertal (bron: INSEE-tellingen).

Vanwege een beveiligingsprobleem met de MediaWiki Graph-software is het momenteel niet mogelijk deze grafiek weer te geven. Zodra de software is bijgewerkt zal de grafiek vanzelf weer zichtbaar worden.